# Angra-Holy Land
Holy Land es el nombre del segundo álbum en estudio del grupo brasileño Angra. Lanzado al mercado en 1996, contiene 10 pistas que componen un disco conceptual que pasa por una gran variedad de estilos musicales. 

## Información general

### Integrantes
- Andre Matos: vocal y teclados.
- Kiko Loureiro: Guitarra principal.
- Rafael Bittencourt: Guitarra acompañante.
- Luis Mariutti: Bajo.
- Ricardo Confessori: Batería.

### Canciones
01. Crossing (01:56)

02. Nothing To Say (06:22)

03. Silence And Distance (05:35)

04. Carolina IV (10:36)

05. Holy Land (06:26)

06. The Shaman (05:24)

07. Make Believe (05:53)

08. Z.I.T.O. (06:04)

09. Deep Blue (05:48)

10. Lullaby For Lucifer (02:44)

Bonus track:

11. Queen Of The Night (04:37)

### Análisis
Holy Land constituye el trabajo más elaborado y progresivo de Angra. Es el primer disco conceptual que la banda compuso y es considerado por muchos el mejor trabajo de la banda.

#### Crossing
Autor: (G. P. da Palestrina)
La canción fue compuesta por G.P. da Palestrina (1525-1594).
Crossing es la obertura de Holy Land. Su función consiste en trasladarnos directamente a la época de los grandes viajes de descubrimiento del siglo XV, dándonos la ambientación adecuada para iniciar en el viaje que Holy Land nos ofrece.

#### Nothing To Say
Autor: (Matos/ Loureiro/ Confessori)
Nothing To Say (Nada que decir) es una de las canciones más duras y potentes del álbum, forma de iniciar que terminó por caracterizar los dos primeros álbumes de Angra. Desde ya se puede notar como las influencias clásicas de Andre Matos se manifiestan hasta en el más árido terreno del heavy metal, dándole el toque adecuado para circunscribir "Nothing To Say" a la temática del resto de las canciones de Holy Land, a fin de mantener una línea conceptual.

#### Silence And Distance
Autor (Matos)
Silence and Distance (Silencio y Distancia) abre con un cálido piano que se deja llevar por la susurrante voz de Matos, un tema de inicio lento que luego pasa a convertirse en un corte netamente power metal con un dramatismo que se siente nota a nota de principio a fin.

#### Carolina IV
Autor (Matos/Bittencourt/Loureiro/Mariutti/Confesori)
Llegamos al tema más interesante y largo del disco, "Carolina IV". Esta canción presenta percusiones brasileñas llenas de alegría y adornadas por coros en portugués los cuales nos saludan para contarnos la historia de un mítico barco llamado "Carolina IV" el cual navegó alrededor del mundo relatándonos sus más emocionantes hazañas y en este tema es donde Angra saca a relucir su enorme talento compositivo ya que la canción posee partes progresivas de muy buena calidad además de percusiones brasileñas, toques power y música clásica que adornan el fondo de esta historia. Una verdadera delicia para aquellos que buscan de todo un poco en una canción.

#### Holy Land
Autor (Matos)
"Holy Land" ("Tierra Santa") es el tema que le da el nombre al disco. Guarda bastante influencia marcada del folclore brasileño y de la música clásica. Es un homenaje al Brasil natal de los músicos, esa tierra llena misterios y de bellezas naturales. 

#### The Shaman
(Música Y Letra Andre Matos)
El "Shaman" es un personaje de las culturas indígenas sudamericanas a los que se les atribuye una larga vida casi inmortal y sobre todo una enorme sabiduría, además se cree que son poseedores de poderes curativos y capaces de ver, expulsar y comunicarse con los espíritus. Esta canción habla del encuentro de un grupo de navegantes con un Shaman en la tierra santa. Él les aconseja por medio de diferentes hechizos qué hacer para afrontar ciertas situaciones de la vida cotidiana. Es un tema con arreglos étnicos e incluye un pequeño ritual hablado casi al final de la canción, lo que aporta mucho misticismo y hace que el tema se torne aún más interesante.

#### Make Believe
(Música Matos/ Bittencourt/Letra Rafael Bittencourt)
"Finge" es una de las baladas del disco. La canción abre con unos paradigmas muy bien ejecutados: un pequeño arreglo de piano y una guitarra acústica de fondo junto a la cálida voz de Matos. La letra nos habla de una historia de amor no correspondido donde al personaje le cuesta aceptar que la persona que ama ya no está más a su lado y pasa el resto de sus días pensando en ese amor el cual intentó salvar más de una vez. Se aprecia que es bastante personal y real, finaliza dramáticamente. Una de las mejores baladas de la banda.

#### Z.I.T.O.
(Música Loureiro/Bittencourt/Matos) (Letra Rafael Bittencourt)
"Z.I.T.O." es otro de los temas power del disco. Cuenta con arreglos de guitarras excepcionales además de toques progresivos y clásicos que se aprecian en ciertas partes de la canción. La letra habla de la búsqueda personal de uno mismo y de sus diferentes etapas a través del tiempo. 

#### Deep Blue
(Música Y letra: Andre Matos)
"Azul Profundo" es la segunda balada que nos presenta el disco. Se percibe el sonido de un viejo órgano en la abertura del mismo, mientras que la voz de Matos va subiendo poco a poco en unos tonos medios muy agradables. A mediados de la canción podemos apreciar un coro cantando en Gregoriano, lo cual le aporta mayor espiritualidad a esta hermosa canción. La letra habla sobre el final del Renacimiento, cuando el cielo y el océano lleguen a cubrir la tierra en un azul profundo. Es un tema muy espiritual, para reflexionar sobre nuestra forma de vivir.

#### Lullaby For Lucifer
(Música: Loureiro/Bittencourt) (Letra: Rafael Bittencourt)
"Una Nana Para Lucifer" (o "Canción de Cuna para Lucifer) es el tema con el que cierra el álbum. Este tema acústico es un pequeño poema en donde los recuerdos de la infancia y la inocencia se reflejan notablemente en la letra.
- Datos: Q5676798